# Gunnar Eriksson
Pour les articles homonymes, voir Eriksson.
Gunnar Eriksson (né le 13 septembre 1921 et décédé le 8 juillet 1982) est un ancien fondeur suédois.

## Palmarès

### Jeux olympiques
| Épreuve / Édition | St-Moritz 1948 | Oslo 1952 |
| 18km              | Bronze         |           |
| 50 km             |                | 12e       |
| 4 × 10 km         | Or             |           |

### Championnats du monde
| Épreuve / Édition | Lake Placid 1950 |
| 50 km             | Or               |